# Cricotopus beringensis
Cricotopus beringensis är en tvåvingeart som beskrevs av Oliver och Dillon 1988. Cricotopus beringensis ingår i släktet Cricotopus och familjen fjädermyggor.
Artens utbredningsområde är Alaska. Inga underarter finns listade i Catalogue of Life.